# Ėduard Tissė
Ėduard Kazimirovič Tissė (in russo Эдуард Казимирович Тиссэ?; in lettone: Eduards Tisē; Litan, 1º aprile 1897 – Mosca, 18 novembre 1961) è stato un direttore della fotografia e regista sovietico.

## Biografia
Ėduard Tissė nacque a Litan, in Lettonia (all'epoca sotto il dominio dell'Impero russo) da padre lituano e madre russa. Crebbe in Lituania e qui cominciò ad appassionarsi di fotografia ed immagini trovando anche lavoro come operatore di cinegiornali durante il periodo della guerra civile russa.
Nel 1918 entrò quasi casualmente nel mondo del cinema, sostituendo un collega impossibilitato a curare la fotografia del film Signal di Aleksandr Arkatov, tuttavia conobbe fama in questo ambiente solo a partire dal 1925, anno in cui conoscerà Sergej Michajlovič Ėjzenštejn e lo assisterà curando la fotografia di Sciopero! e La corazzata Potëmkin.
Il sodalizio con il grande regista russo durerà per tutta la carriera, e Tisse verrà chiamato a dirigere la fotografia di tutte le opere di Ėjzenštejn.
Durante la sua carriera ha avuto anche delle esperienze da montatore e regista avendo diretto 3 film senza grande successo.
Ha interpretato un piccolo ruolo di un soldato tedesco in Ottobre.
La sua macchina da presa preferita era la Debrie Parvo, che ha continuato ad usare anche dopo l'avvento del sonoro.

## Filmografia

### Direttore della fotografia
- Sciopero!  regia di Sergej Michajlovic Ejzenstejn (1924)
- La corazzata Potëmkin  regia di Sergej Michajlovic Ejzenstejn (1925)
- Ottobre  regia di Sergej Michajlovic Ejzenstejn (1928)
- Il vecchio e il nuovo  regia di Sergej Michajlovic Ejzenstejn (1929)
- Giftgas regia di Michail Dubson (1929)

### Regista
- Miseria e felicità delle donne - 1930
- La guarnigione immortale - 1956